# Atanyjoppa
Atanyjoppa is een geslacht van insecten uit de orde vliesvleugeligen (Hymenoptera) en de familie Ichneumonidae.

## Soorten
- A. comissator (Smith, 1858)
- A. funebris Heinrich, 1934
- A. lineata Heinrich, 1968
- A. maculipes Cameron, 1907
- A. rufipes Heinrich, 1968
- A. rufomaculata Cameron, 1901
- A. sumatrana Heinrich, 1968
- A. victoriae Heinrich, 1968
- A. violaceipennis (Cameron, 1902)